# Paulus Lenz-Medoc
Paulus Lenz-Medoc (* 10. August 1903 in Konitz, Westpreußen als Paulus Lenz; † 7. September 1987 in Paris) war ein deutscher Philosoph, Germanist und Romanist.

## Leben
Paulus Lenz war vom Dezember 1930 bis zu dessen Auflösung am 1. Juli 1933 Generalsekretär des Friedensbunds Deutscher Katholiken. Nach der Machtübergabe an die Nationalsozialisten war er von Juli bis November 1933 inhaftiert. Er emigrierte 1934 nach Frankreich. Er heiratete eine Französin. Nach der deutschen Besetzung Frankreichs 1940 war er längere Zeit in Haft. Lenz schloss sich Résistance an und nahm den Namenszusatz „Medoc“ an. 
Nach Ende des Zweiten Weltkriegs blieb er in Frankreich. Er war er der erste deutsche Lektor an der Sorbonne. Zudem publizierte er im Sinne der deutsch-französischen Aussöhnung.

## Ehrungen
- 1955: Verdienstkreuz der Bundesrepublik Deutschland
- 1984: Großes Verdienstkreuz der Bundesrepublik Deutschland
- 1984: Großes Verdienstkreuz mit Stern der Bundesrepublik Deutschland